# Buchprosatheorie
Die Buchprosatheorie ist innerhalb der altnordischen Forschung ein Erklärungsmodell zur Überlieferung von altwestnordischen Texten. Sie steht in Opposition zur Freiprosatheorie. Anhänger der Buchprosatheorie wurden zumeist der „Isländischen Schule“ zugerechnet, da einige ihrer Vertreter wie B. M. Ólsen, Sigurður  Nordal, Einar Ó. Sveinsson gleichzeitig die Herausgeber der Íslenzk-Fornrit-Reihe waren.  

## Kernaussagen
Obwohl es sich bei der Buchprosatheorie um eine Forschungsrichtung mit unterschiedlichen Interpretationsansätzen handelt, kann eine gemeinsame Kernthese folgendermaßen zusammengefasst werden: Die altisländischen Sagas werden nicht als Produkt einer ungebrochenen mündlichen Überlieferungstradition verstanden. Ihr mündlicher Ursprung wird zwar nicht verleugnet, allerdings werden die inhaltlichen und formalen Veränderungen der Sagas besonders hervorgehoben. Somit kann eine Saga erst dann als eigenständiges Werk angesehen werden, wenn sie schriftlich fixiert wurde. Anhand dieser Verschriftlichung entsteht ein Produkt, das literaturwissenschaftliches Arbeiten mit einer Saga erst möglich macht. Dieser fixierte Text wird mit sprachlichen, literarischen sowie kulturellen Gegebenheiten der Zeit seiner Niederschrift kontextualisiert.  